# عبد الناصر مرقبي
عبد الناصر مرقبي ممثل سوري من مواليد اللاذقية.

## بداياته
بدأ مسيرته في مساجد اللاذقية في معاهد تحفيظ القران الكريم
وكان خطيب وحافظ للقران وهو في عمر ال12 عام ومثل سوريا في اعياد المولد النبوي الشريف بمسابقة حفظ القران
وهو من عائلة عدد افرادها 11 شاب وشابة يعيشون اجواء مسرحية ويشجعون الفن ولذلك كانت انطلاقة الفنان عبد الناصر مرقبى سهلة نسبيا بوجود المناخ المناسب
وبدات هذه الانطلاقة حينما تخرج من معهد تحفيظ القران الكريم وانخرط في الحياة الثانوية وشكل فرقة للرقص الشعبي للبنات وانخرط في مسابقات للشبيبة من اجل اختيار الممثلين. ونجح بها ثم تالق بعد انجاز واخراج وتمثيل المسرحتين اللتان حولتاه إلى نجم مسرحي وهم مسافر ليل لصلاح عبد الصبور وبيت الجنون لتوفيق فياض..

## أعماله
- ضيعة ضايعة 1 + 2

- مسلسل القصاص

- مسلسل زلزال

- مسلسل البحر ايوب

- ثلاثية العين طراقة

- فيلم صباح الليل

أعماله المسرحية
- كاليغولا
- محاكمة هيروستراس
- الممثل
- الملك هو الملك
- حكايات بلا حدود
- مهاجر بريسبان
- أنت لست غاراً
- مسرحية اكشن